# 场限环
场限环（英語：Field Limiting Ring），是一种通过离子注入或扩散等方式，在平面结的主结外围形成与主结极性相同、环状分布的杂质区，从而抑制主结边缘由曲率效应引起的电场集中，以分压的方式将电压逐渐降低，达到提高器件击穿电压的技术。场限环与主结以及其它电极并没有电接触，因此又称为浮空场限环。

## 二维泊松方程
当主结加反向电压时，主结与环结的电场与电位分布可用半导体表面的二维泊松方程求解：
{\displaystyle \left.{\frac {\partial E_{x}}{\partial x}}\right|_{x,y_{s}}={\dfrac {q}{\epsilon _{s}}}\left(N^{-}-{\dfrac {\epsilon _{s}}{q}}\left.{\frac {\partial E_{y}}{\partial y}}\right|_{x,y_{s}}\right)}